# Acacia disparrima
Acacia disparrima é uma espécie de leguminosa do gênero Acacia, pertencente à família Fabaceae.